# Wladimir Sagalowitz
Wladimir Sagalowitz (Wladimir Sagal; geb. 18. Mai 1898 in Witebsk, Russisches Kaiserreich; gest. 31. Oktober 1969 in Zürich) war ein Pressezeichner und Porträtist.

## Leben und Wirken
Sagals Vater war ein aus Minsk stammender Flachshändler. Seine siebenköpfige Familie flüchtete 1905 nach Königsberg und weiter nach Wiesbaden. 1914 ging die Flucht weiter in die Schweiz, wo Wladimir Sagal 1917 ein Studium der Medizin begann. Seine einst wohlhabende Familie verlor das Vermögen infolge der russischen Revolution und der Inflation, sodass er 1921 sein Studium abbrechen musste. Sein jüngerer Bruder Benjamin konnte dagegen 1928 in Jurisprudenz promovieren.
Nachdem die Schweiz keinen Aufenthalt mehr gewährte, schlug er sich anfangs in Berlin als Buchhalter durch und besuchte dort ab 1922 eine Mal- und Zeichenschule. 1933 flüchtete er über das Elsass, wo er zwei Jahre als freischaffender Künstler lebte, nach Paris. Zeitweilig nahm er als Pressezeichner am Berner Prozess teil. Er meldete sich freiwillig zum Militäreinsatz in der französischen Armee. Mit seiner 1940 demobilisierten Einheit kam er nach Südfrankreich, wo er die Deportation befürchten musste. 1943 gelang ihm die Flucht nach Zürich zu seiner Verlobten Lucie aus der Au, die er im folgenden Jahr heiratete. Während Wladimir Sagal, inzwischen Vater zweier Töchter, bis 1949 den Auflagen der Fremdenpolizei unterstand, die unter anderem ein Arbeitsverbot beinhalteten, arbeitete er danach bis zu seinem Tod wieder als Pressezeichner für verschiedene Zeitungen.

## Werke
- "Und vor allem Köpfe, jüdische Köpfe". Porträts jüdischer Persönlichkeiten im 20. Jahrhundert. Hrsg. v. Albert M. Debrunner und Nina Zafran. Nimbus, Wädenswil 2023, ISBN 978-3-03-850093-3.